# Ubåt

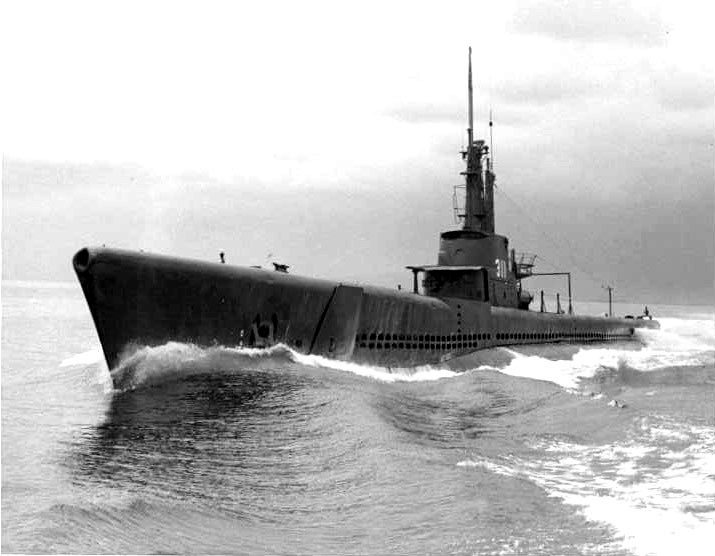
, 1940-tal.

Ubåt, kortform av undervattensbåt, är ett fartyg som kan färdas helt under vattenytan. Ubåtar är vanligen av militärt slag men det finns även en mängd ubåtar för icke militärt bruk, till exempel forskningsubåtar för civilt bruk och narko-ubåtar för illegal smuggling.
Termen ubåt är ursprungligen en militär förkortning som med tiden har blivit den mest använda termen inom vardagligt språkbruk. Benämningen ubåt har även stavats u-båt förr i tiden.

## Historia

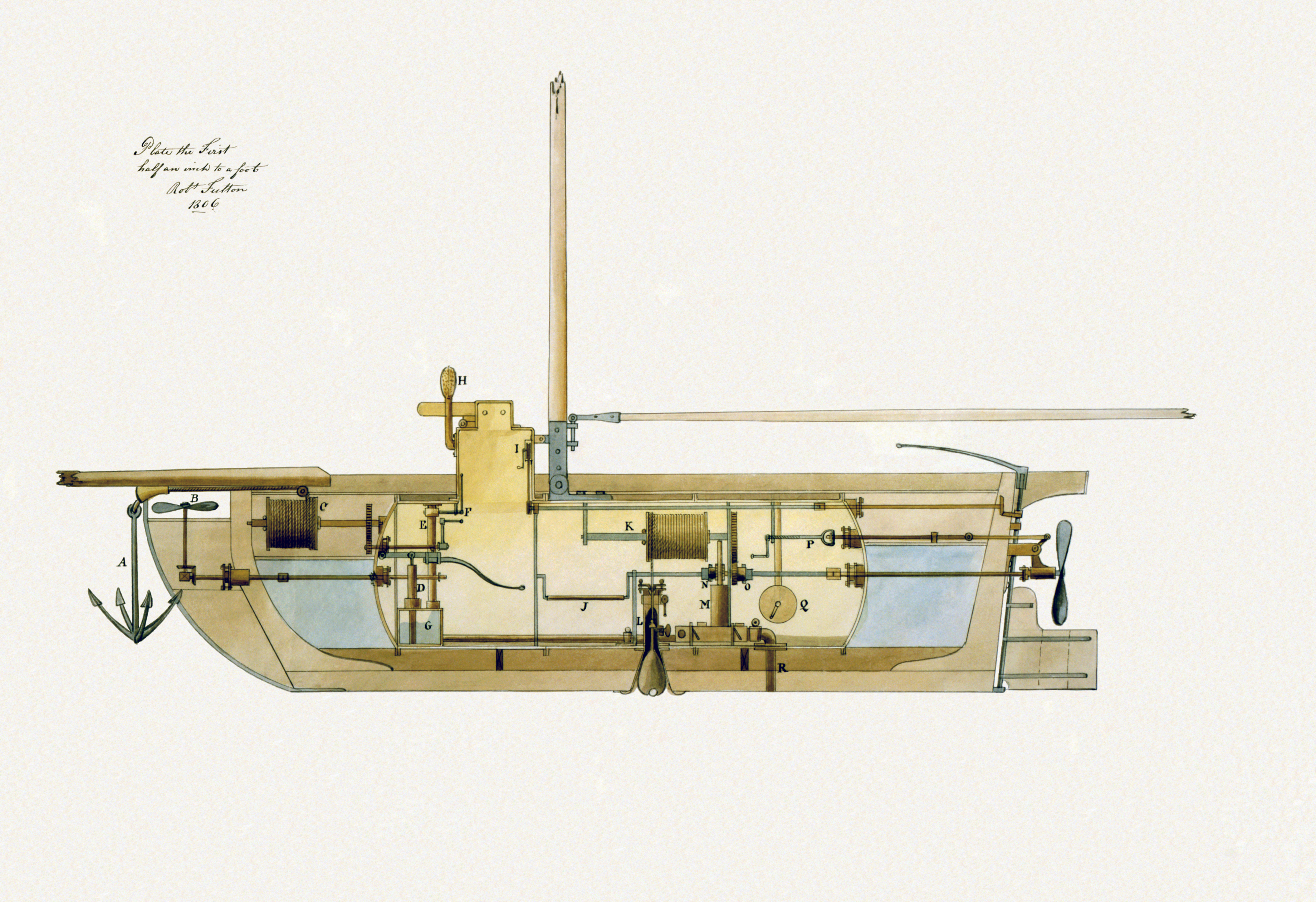
Robert Fultons ubåt från 1806, snitt.

Redan på 1600-talet gjordes det i Holland försök med farkoster som kunde röra sig under vattenytan. Holländaren Cornelius Drebbel anses ha varit den förste som byggde en ubåt. I början av 1800-talet gjorde Robert Fulton i Paris ett förslag till en undervattensbåt. Det anses allmänt att amerikanen John Philip Holland konstruerade den första användbara ubåten, den sjösattes 1897.
1864 blev den konfedererade ubåten H. L. Hunley först med att sänka ett örlogsfartyg (USS Housatonic) i strid (med en stångmina). H. L. Hunley sjönk dock själv i samband med sänkningen.
1869 byggde den svenska flottan två olika ubåtar men båda betraktades som odugliga. Den svenske uppfinnaren och affärsmannen Thorsten Nordenfelt var också intresserad av ubåtar. Under en vistelse i Liverpool 1879 fick han se en ångdriven ubåt konstruerad av den engelske ingenjören George William Garrett. Nordenfelt insåg genast, och möjligtvis som den första, ubåtens militära potential som bärare av torpeder. Han engagerade Garret för att konstruera en ubåt som kunde bära torpeder. Man övervägde ett fotogenmotor-elektriskt maskineri med elektriska ackumulatorer, men vågade inte satsa på sådana nymodigheter. I stället valde man en mer konservativ lösning med en ångmaskin som kunde lagra överhettad ånga för drift i undervattensläge.
Han lät bygga sin första ubåt hos Bolinders Stockholm. Den hade en längd av 20 meter, ett deplacement på 60 ton, och döptes till N:o I. Efter att ha demonstrerats för en rad utländska officerare såldes den till Grekland. Nummer 2 och 3 var båda på 160 ton, byggdes i England 1886 och såldes till Osmanska riket. Nummer fyra byggdes i Barrow-in-Furness och var på hela 250 ton med en ångmaskin på 1250 hästkrafter. Den var den första med invändig torpedtub. Den köptes av den ryska marinen men gick på grund utanför Esbjerg och kunde aldrig levereras. På grund av förlusten av N:o IV fick Nordenfelt aldrig råd att bygga sin femte ubåt. Han sålde sina planer till Barrows, som fortfarande bygger ubåtar.

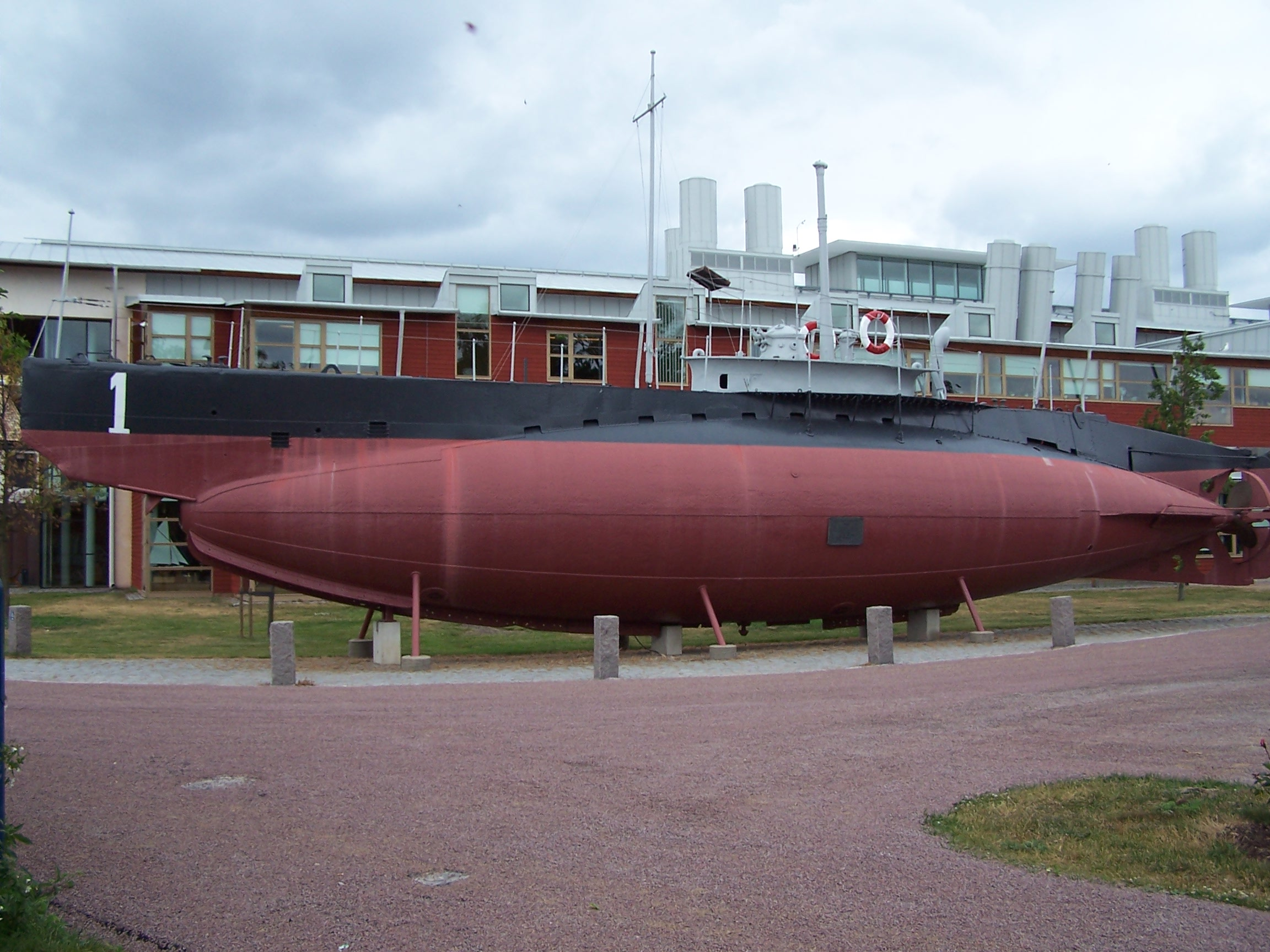
var svenska marinens första ubåt.

Svenska marinen införskaffade 1904 sin första ubåt, HMS Hajen. Ubåten var ritad av C. Richson och byggdes på Stockholms örlogsvarv. Den var på 107 ton och var i bruk till 1922. I dag står ubåten på Marinmuseum i Karlskrona.

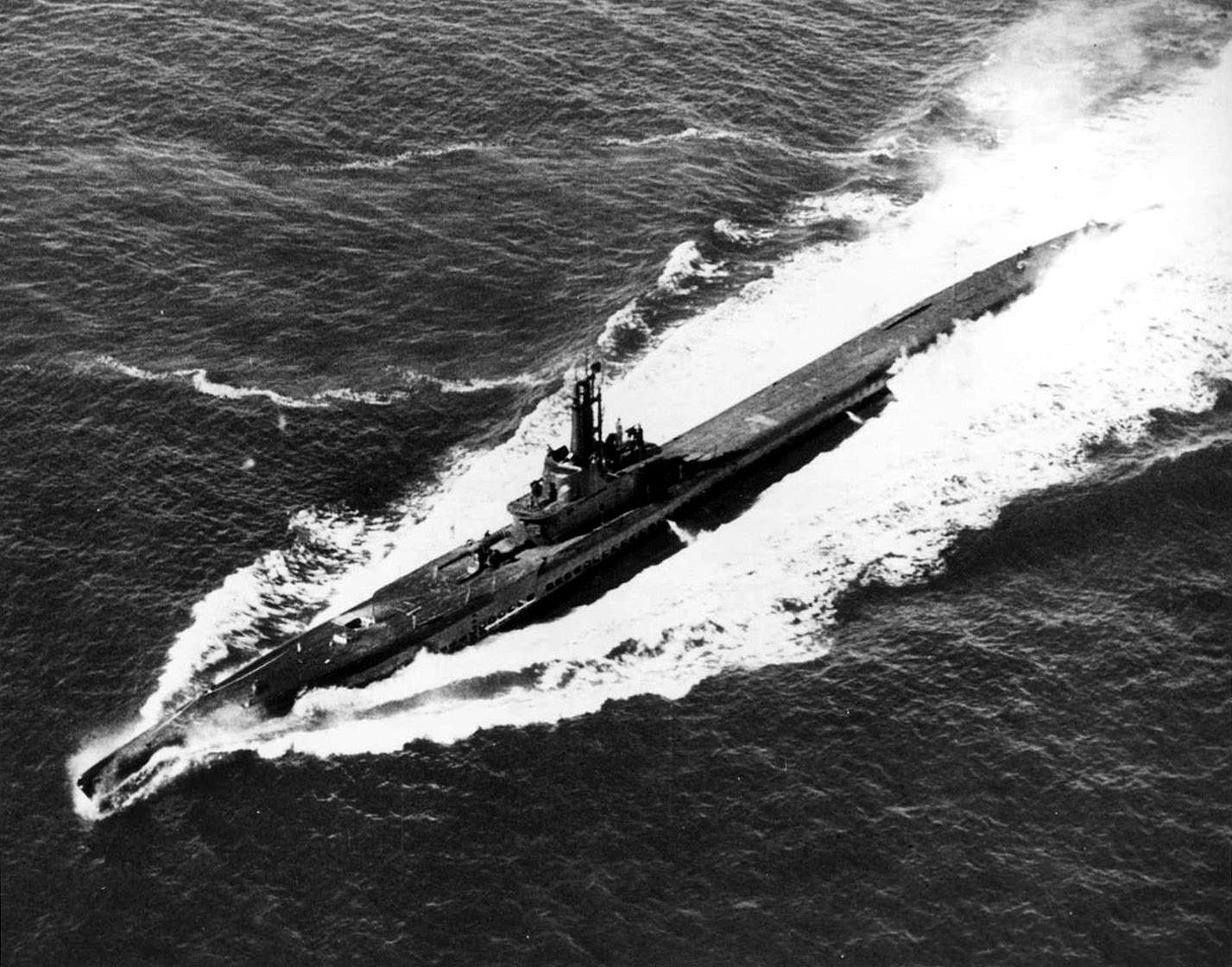
cirka 1944/45.

Ubåtar spelade stor roll i första och andra världskrigen. I båda krigen försökte det tyska ubåtsvapnet besegra Storbritannien genom att sänka handelsfartyg. Ubåtens roll i dessa krig har få likheter med det nuvarande användningssättet. Ännu under andra världskriget var ubåten i allt väsentligt en torpedbåt med viss dykförmåga. Andra världskrigets ubåtar befann sig i ytläge i princip hela tiden när de inte var utsatta för ett direkt anfallshot. Dykning skedde oftast i samband med anfall, dels för att någon förvarning inte skulle bli möjlig, dels för att undvika det vapensystem som ubåten teknikhistoriskt var svaret på, nämligen jagaren.

## Manövrering och dykning
Ubåtar utsätts för ett tryck utifrån som ökar med dykdjupet. Varje 10 meter motsvarar en atmosfär, eller 1 kg/cm², högre tryck än vid ytan.
För att en ubåt ska kunna dyka så nyttjas så kallade ballasttankar. Dessa är i ytläge helt tomma för att ge maximal flytkraft till ubåten. När ubåten skall dyka så släpps luften ut och vatten strömmar in i ballasttankarna.
För att en ubåt skall kunna "sväva" fritt i havet utan att ändra djup, måste den avvägas i förhållande till omgivande vatten. Denna avvägning görs genom att ytterligare vatten släpps in eller pumpas ut i en regleringstank som är placerad i ubåtens deplacementstyngdpunkt för att mängden vatten i tanken inte skall påverka ubåtens balans under vattnet. Mängden vatten i regleringstanken är beroende av hur mycket man lastat in i ubåten av proviant, torpeder, med mera. Det beror också på i vilket vatten ubåten skall dyka eftersom salthalten skiljer sig markant mellan olika hav, i saltare vatten har ubåten "svårare" för att dyka. 
I praktiken görs denna avvägningsberäkning i förhållande till hur belastningen på ubåten ändrat sig i förhållande till den föregående dykningen och med hänsyn till salthalts-förändringen. En intressant synpunkt i detta sammanhang är att ju mer bränsle man tagit ombord desto "lättare" blir ubåten, den flyter i princip på sin egen brännolja (oljan ersätts när den förbrukas av havsvatten). Till detta måste man också beräkna var i båten de olika tyngderna är placerade (för- eller akterut); det påverkar ubåtens balans och måste kompenseras med att vatten flyttas för- eller akterut i särskilda trimtankar. 
Ubåtar har både sido- och djuproder medan ytfartyg endast har sidoroder. Vissa ubåtar är utrustade med kryssroder, där alla fyra rodren används vid alla manövrar, i stället för traditionella sido- och djuproder. Fördelar med kryssroder jämfört med traditionella plusroder inkluderar ökad redundans och mindre risk för roderskador vid intagande av och lättning från bottenläge. Alla svenska ubåtsklasser sedan Sjöormenklassen har varit utrustade med kryssroder.

## Framdrivning
Det finns i huvudsak två drivsystem som används för militära u-båtar: atomdrivna och dieselelektriska. I bägge fallen skall en propelleraxel bringas att rotera, vilket i första fallet sker via en ångdriven turbin. I det senare fallet drivs propelleraxeln med en elmotor (ofta av likströmstyp). 
Atomdrivna ubåtar använder kärnreaktorer för att generera den vattenånga som driver ångturbinen. Eftersom kärnreaktorer ej behöver luft så kan atomubåtar stanna under vattenytan i flera månader; kärnbränslet på amerikanska atomubåtar räcker i över 20 år. I praktiken är det matförrådet som utgör den begränsande faktorn. 

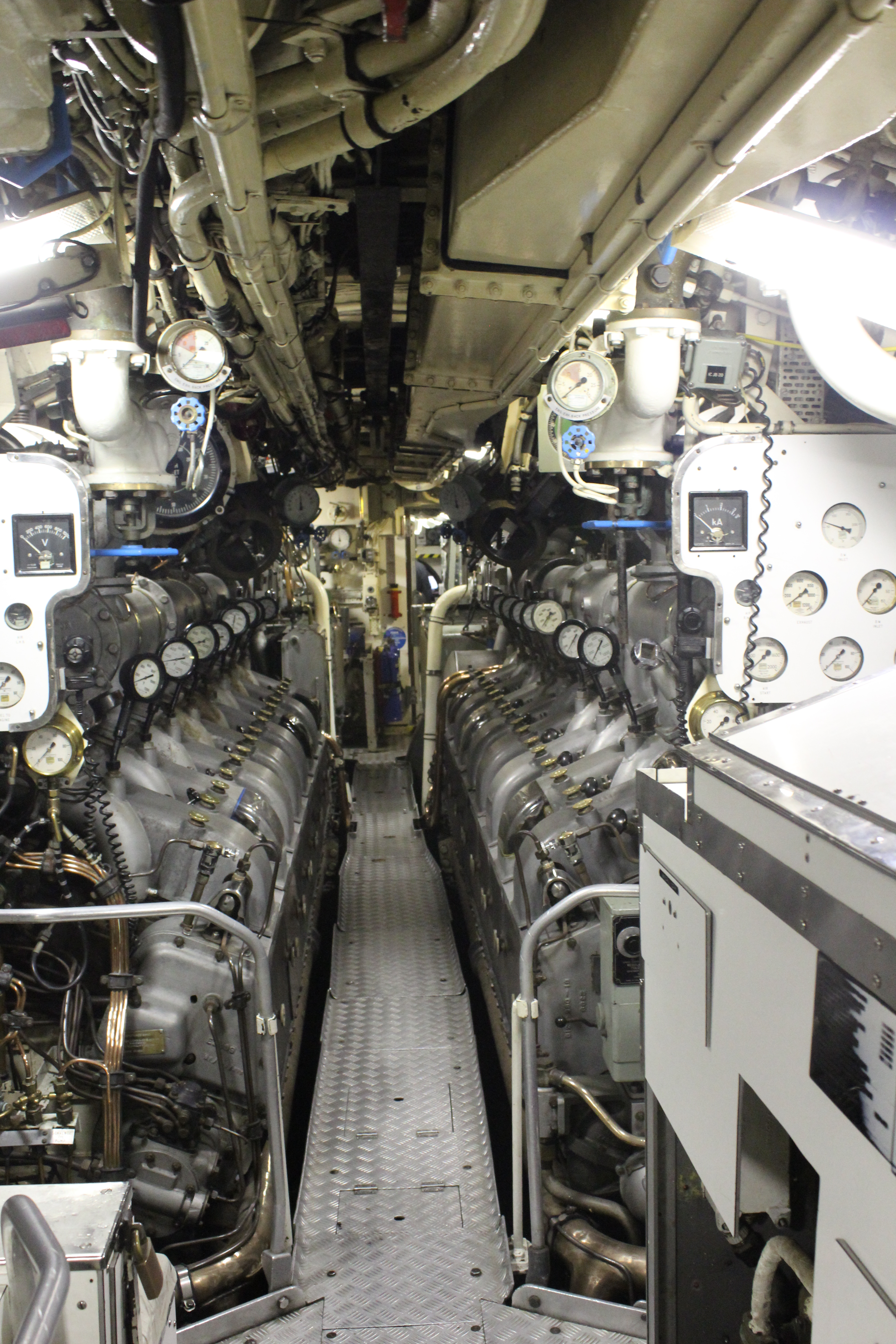
Motorrum för ubåten HMAS Onslow (1969) (Royal Australian Navy).

Dieselelektriska ubåtar använder sig av en eller flera dieselmotorer vid gång i ytläge. Innan andra världskriget var det vanliga att motorn drev propellern direkt (så kallad dieselmekanisk transmission), samtidigt som den via generatorer genererade elektricitet för batteriladdning. Efter andra världskriget blev det vanliga att dieselmotorn enbart används för att generera elektricitet som via en elmotor driver ubåten framåt. 
I undervattensläge går ubåten på sina batterier. Denna typ av maskineri begränsar ubåtens uthållighet i undervattensläge. Sedan andra världskriget kan dieselelektriska ubåtar också ladda sina batterier i u-läge genom användning av en snorkel eller luftmast, som sticks upp över vattenytan, genom vilken dieselmotorerna får sin luft. Även ubåtar drivna med kärnkraft är utrustade med dieselmotorer för elgenerering i händelse av reaktorhaveri.
Svenska ubåtar använder sig av en stirlingmotor för att öka uthålligheten i undervattensläge. En svensk ubåt kan vara under vattnet i 30 dagar. Stirlingmotorn går på en kombination av valfritt bränsle (diesel eller nafta i Sverige) och flytande syre och driver en generator som laddar ubåtens batteri. Den första militära ubåt som utrustades med stirlingmotor var HMS Näcken under dess halvtidsmodifiering 1988. Projektet gick under arbetsnamnet TINTIN (Tilläggsmaskineri I Näcken - Tilläggsmaskineri I Näcken, det var två maskiner) och var en så stor framgång att man mitt i projekteringsarbetet av nästa ubåtsklass A19 beslutade att montera in stirlingmaskiner från början. Den första ubåt som serietillverkades med stirlingmotor var således HMS Gotland.
Tyskland, Storbritannien och Sovjetunionen har gjort försök med väteperoxid för framdrivning, men det har visat sig opraktiskt och farligt då väteperoxid är mycket reaktivt. System med ångturbiner med sluten cykel har också förekommit. Just nu byggs bränslecellsdrivna ubåtar i Tyskland för bland annat tyska marinen.

## Attackubåtar
Attackubåtar är den äldsta typen av militärubåtar. Attackubåtar är bestyckade med kryssningsrobotar, sjömålsrobotar och torpeder för att anfalla fientliga örlogs- och handelsfartyg. Attackubåtar med särskild utrustning för jakt på andra ubåtar kallas jaktubåtar. Attackubåtar använder båda typer av maskineri.

## Strategiska ubåtar

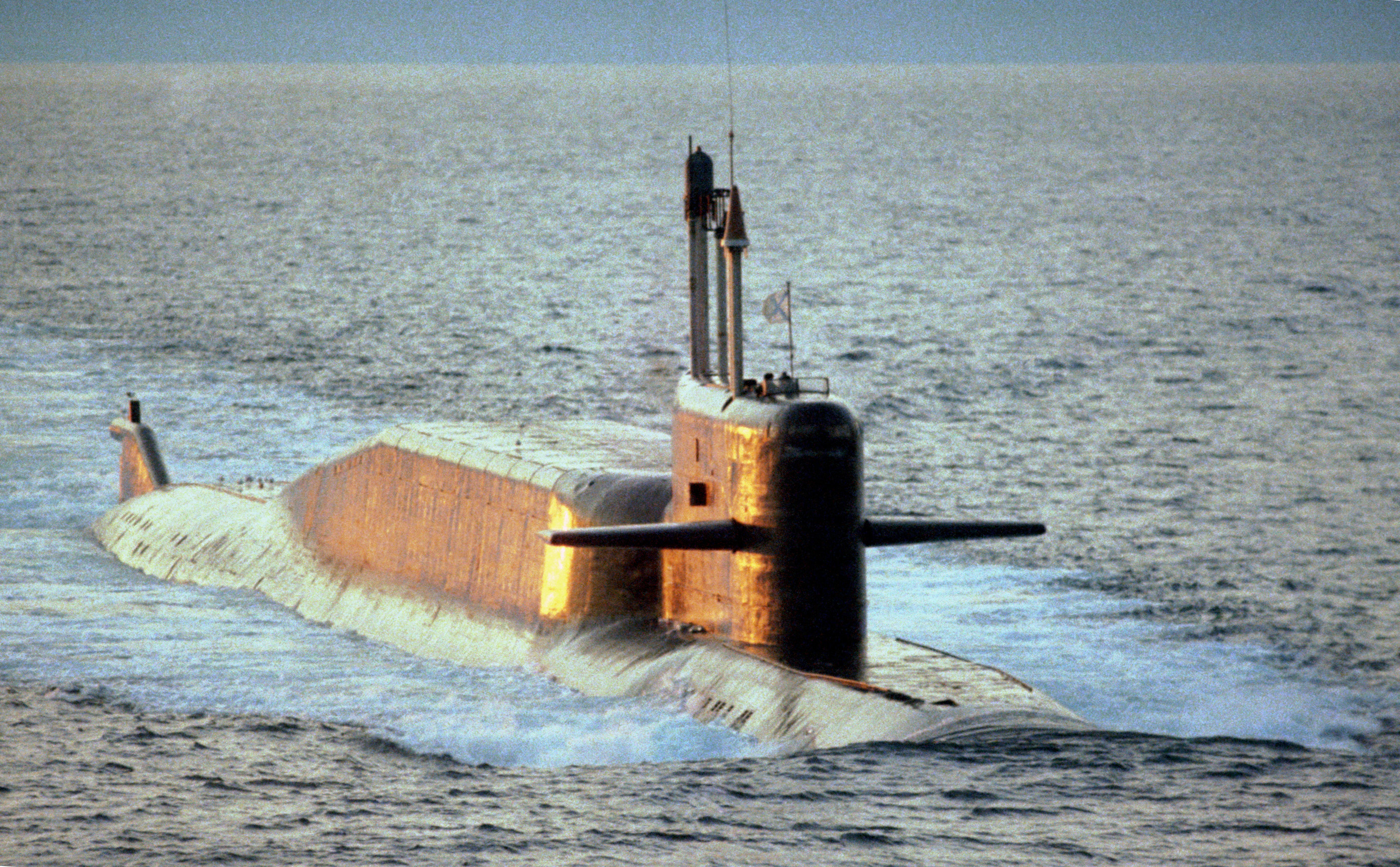
Rysk strategisk ubåt av typen Delfin-klass.

Strategiska ubåtar är stora sjögående robotsiloer, de är antingen bestyckade med kryssningsrobotar eller ballistiska robotar.
De amerikanska ubåtarna av Ohio-klassen medför 24 ballistiska robotar av typ Trident II eller 154 kryssningsrobotar av typ Tomahawk. Strategiska ubåtar medför torpeder för självförsvar samt till lockbeten för att locka bort fientliga torpeder. De sex ryska ubåtarna av Akula-klass (ej att förväxlas med Sjtjuka B-klassen som av NATO benämns Akula-klassen) är världens största ubåtar. Alla strategiska ubåtar drivs med kärnkraft.
Strategiska ubåtar var en viktig del av terrorbalansen under det kalla kriget. Eftersom flera av dessa ständigt var ute till havs och redo att avfyra sina kärnvapenrobotar så kunde aldrig en total utslagning av de landbaserade kärnvapnen räcka för att skydda mot kärnvapenanfall. Att samtidigt slå ut samtliga fientliga strategiska ubåtar var omöjligt och därmed bidrog de till att upprätthålla terrorbalansen mellan väst och öst.

## Privata ubåtar
Ubåtar används inte enbart för militära ändamål utan också av privatpersoner. Ubåtsentusiaster över hela världen har byggt mängder av mer eller mindre framgångsrika hobbyubåtar. Ett hundratal lyxubåtar har också sålts över hela världen. Bland ubåtarnas ägare finns flera IT-miljardärer och oljeshejker såsom Paul Allen och Roman Abramovitj. Privata ubåtar tillverkas av US Submarines, Kemp Marine och U-boat Worx. Knarksmugglare använder också ubåtar.